# 光明之響
《光明之響》（又译「光明之共鸣」或「光明共鳴曲」）是由世嘉开发并发售在PlayStation 3平台的角色扮演遊戲，於2014年12月11日同步於中文版發售，和前五作（《光明之淚》、《光明之風》、《光明之心》、《光明之刃》、《光明之舟》）一樣依舊由Tony負責人物設計。
強化移植版《光明之響 龍奏回音》於2018年3月在PlayStation 4發售，並將於2018年7月在Xbox One、任天堂Switch、Microsoft Windows等平台推出。PlayStation 4與任天堂Switch版都會推出繁體中文版。

## 玩法
本作與前五作不同的是在戰鬥時可用「龍刃器」作演奏，當奏起音樂後，龍與同伴間就會產生共鳴並施放強大的技能攻擊對手。角色控制與戰鬥觸發方面則是如遇見敵人便馬上開戰，玩家可操縱任一角色，而其他角色則由電腦控制。

## 劇情
在古代的大陸上，有個被稱之為「亞爾夫海姆」的神之地。自曾經在這個世界上有過傲人榮景的龍族滅亡之後，已經過了很長的時間，龍的靈魂結晶化，散落在世界的各處。但，如今在這個世界上卻又確認了尚有倖存的龍族，牠的名字叫作「煌龍」易爾本。於是，為了尋求失去的龍之力，帝國軍與教會勢力，以及仇視龍族的「屠龍者」，便開始展開了行動。而從他們手中拯救了倖存龍族的，是一名「少女」。之後，龍身邊聚集了一群被稱之為「龍奏騎士」的戰士們。在龍的腦海裡，漸漸浮現了幼年時幫助了受傷的自己的「少女」的記憶，那是命運的再度重逢。圍繞在龍與少女之間，一段既美麗又哀愁的故事樂章響起……。

## 登場角色

### 龍奏騎士
悠瑪·易爾本（Yuma Ilburn，声：島崎信長）
本作男主角，寄宿着世上唯一僅存的龍「煌龍」伊翰（煌竜イルバーン）的靈魂的少年。心地善良，很愛小孩，偶爾會對自身命運感到苦惱。他仍遊走於各方的目的是為了幫找幼時幫助過自己的少女，但因他有着強大的龍之力而被不同勢力狙擊，他的單人之力寡不敵眾，所以盡量避免無謂的戰鬥。短時間可以變為半覺醒的龍，但用得太久便會暴走。
桑妮雅·布朗謝（Sonia Blanche，声：瀨戶麻沙美）
本作女主角，為有着廣闊海洋的國家「阿斯托利亞王國」（アストリア王国）的公主。為了復興自己的國家而率領國民作戰。擁有與男兒不相伯仲的好勝性格，即使是面對「煌龍」伊翰也沒有一絲怯意。武器為她手上拿着的由王家代代相傳的龍刃器。
亞格南·布列哈特（Agnum Bulletheart，声：宮野真守）
能夠自在地操縱爆炎的熱血龍奏騎士。他能夠熟練地控制爆炎且能夠演奏出令人熱血沸騰的音樂，是一個常將戰場作表演場地的熱血的流浪龍奏騎士。對自己作為魔導師的體力非常有自信，經常衝在最前方作戰。但卻與調皮的外表相反，非常關心自己的同伴。
霧香·永羽·亞爾瑪（Kirika Towa Alma，声：早見沙織）
繼承了能操縱大自然的精靈力量的聖印歌的歌巫女。雖然不太擅長與人溝通，但心地善良。因為她是一個足不出戶的千金小姐，所以在龍奏騎士方面的經驗比較淺，作戰時可以為其他同伴治療傷患。
琳娜·梅菲德（Rinna Mayfield）　声：茅野愛衣
來自妖精國「威爾蘭王國」（王國）的少女，性格開朗，也是團隊的氣氛製造者，不過雖然看似天然無害，但實際上卻有着小惡魔一般的性格，而且很毒舌。與霧香自幼時便是好友，對霧香來說是知心好友的存在。在作戰時會帶上名為「音帝片吟・弗洛瑪吉」（声：廣橋涼）的音之精靈戰鬥。
雷斯提·塞拉·亞爾瑪（Lestin Sera Alma，声：中村悠一）
「威爾蘭王國」的騎士團長，經驗豐富的龍奏騎士，同時也是霧香的親哥哥與亞格南的好朋友。性格冷靜沈着，擅長使用冰之精靈魔法作戰。

### 帝國軍
愛克雪拉·諾亞·奧勒（Excela Noa Aura，声：水樹奈奈）
倫巴底帝國的公主，操縱着龍騎士頂點的力量的馭龍者歌巫女，是擁有「第七把龍刃器」的龍奏騎士。因為把帝國的內亂停止而在帝國中擁有極高的人氣，現在正借助「貝奧武夫」的力量希望把「煌龍」得到手。
傑斯特·格雷厄姆（Zest Graham，声：保志總一朗）
帝國軍最強的狂戰士。雖然是帝國刻龍教會特務騎士團「貝奧武夫」的一員但卻經常想與強者戰鬥而單獨行動，也因如此盯上悠瑪並與主角對抗。平時會剋制自己的力量，戰鬥時則會解放自己心臟的刻印從而獲得力量，認真時有一擊打倒龍的實力。渴望與基那斯打一場最激烈的戰鬥。
蓋奧爾格·札博德（Georg Zalbard，声：小山力也）
帝國刻龍教會特務騎士團「貝奧武夫」的團長。性格冷酷，為了達成目的可不擇手段，其他人對他也避之則吉，但他率領的精銳部隊確實有一定的實力，在戰場上他會為公主擔任前線指揮的工作。
瑪麗安·勒·席拉（Marion Lu Shila，声：澤城美雪）
為教會執行肅清行動的帝國刻龍教會特務騎士團「貝奧武夫」的美少女狙擊手。約阿希姆的作品之一，左眼被移植成龍的魔眼，並因被精神支配的關係而擁有另一人格－「艾特」（瑪麗安的雙胞胎哥哥），在戰鬥時會切換人格。在悠瑪被俘虜前已經認識他，原為了向「神」獻上龍的靈魂而行動，後來被悠瑪解放並成為龍奏騎士。
碧翠絲·伊爾瑪（Beatrice Irma，声：桑島法子）
擔當着諜報與暗殺活動的帝國刻龍教會特務騎士團「貝奧武夫」女忍者，同時也是公主的隨從和霧香與琳娜的青梅竹馬。個性輕浮，擅長運用熟練的忍術葬送敵人，小時候在黑暗精靈一族下學習暗黑忍術，途中經常被迫害，因此內心藏有深刻的陰暗面。
約阿希姆·魯本斯（Joachim Rubens，声：中井和哉）
隸屬於帝國刻龍教會特務騎士團「貝奧武夫」的鍊金術師，第一個從事古代魔導研究、專攻「龍體力學」的科學家。為了研究可以不擇手段與不惜犧牲任何東西，因為將士兵改造成戰鬥道具而有「瘋狂科學家」的稱號，擁有許多名為「戰鬥人偶」的作品，瑪麗安也是其中一個。現在兩人為了奪取寄宿着「煌龍」的靈魂的少年悠瑪而不斷向主人翁一行人採取連串行動。

### 其他
基那斯·艾昂（Jenius Aeon，声：神谷浩史）
神出鬼沒的弒龍者，愛好獨自一人行動。擁有一擊打倒龍族的實力，因此帝國軍視他為「仇視龍族之人」而警戒著。暫時未知是否為主角一行人們的同伴，但似乎與男主角悠瑪的宿命有什麼的聯繫。
阿爾貝王（King Albert，声：田中秀幸）
桑妮雅的父親，同時亦是阿斯托利亞王國的國王。時時刻刻都為人民著想的明君，過去曾經是顯赫的龍奏騎士，受傷後已退下火線。
柏洛茲團長（Captain Barrows，声：石塚運升）
阿斯托利亞王國的騎士團長，同時也是阿爾貝王的左右手與桑妮雅的劍術師父。個性豪放。

## 主題曲

### 片頭曲
《虹の旋律》
作詞：Shihori / 作曲：藤田淳平（Elements Garden）／編曲：喜多智弘（Elements Garden）
歌：霧香（声：早見沙織）&桑妮雅（声：瀨戶麻沙美）

### 插入曲
《 春詠歌《初音うららかに》》
作詞：Shihori / 作曲、編曲：藤間仁（Elements Garden）
歌：霧香（声：早見沙織）
《 夏詠歌《日輪の煌き》》
作詞：Shihori / 作曲、編曲：藤間仁
歌：霧香（声：早見沙織）
《 秋詠歌《微笑みのなる樹》》
作詞：Shihori / 作曲、編曲：藤間仁
歌：霧香（声：早見沙織）
《 冬詠歌《雪華の雫》》
作詞：Shihori / 作曲、編曲：藤間仁
歌：霧香（声：早見沙織）
《 大地のアリア《母なる星の祈り》》
作詞：Shihori / 作曲、編曲：Evan Call（Elements Garden）
歌：霧香（声：早見沙織）
《 蒼海のアリア《潮騒のファンタジー》》
作詞：Shihori / 作曲、編曲：藤田淳平
歌：霧香（声：早見沙織）
《 天空のアリア《天翔ける刻の翼》》
作詞：Shihori / 作曲、編曲：藤田淳平
歌：愛克雪拉（声：水樹奈奈）
《 プリンセス・ロマンス》
作詞：Shihori / 作曲、編曲：藤田淳平
歌：桑妮雅（声：瀨戶麻沙美）
《 恋の嵐》
作詞：Shihori / 作曲、編曲：喜多智弘
歌：琳娜（声：茅野愛衣）
《鏡の国のマリオネット》
作詞：Shihori / 作曲、編曲：藤間仁
歌：瑪麗安（声：澤城美雪）

## 外部連結
- 電子遊戲《光明之響》官方網站（页面存档备份，存于） （繁體中文）
- 電子遊戲《光明之響》官方網站（页面存档备份，存于） （日語）
- 電子遊戲《光明之響 龍奏回音》官方網站（页面存档备份，存于） （繁體中文）
- 電子遊戲《光明之響 龍奏回音》官方網站（页面存档备份，存于） （日語）
- 光明之響的X（前Twitter） （日語）